# Burnt Oak
Burnt Oak – dzielnica Londynu, leżąca w gminie London Borough of Barnet. W 2011 dzielnica liczyła 18 217 mieszkańców.